# Джей и Молчаливый Боб: Войны магазинов
«Джей и Молчаливый Боб: Войны магазинов» или «Джей и Молчаливый Боб: Магазинные войны» (англ. Jay and Silent Bob: Store Wars) — будущий комедийный фильм американского режиссёра и сценариста Кевина Смита, продолжение картины «Джей и Молчаливый Боб: Перезагрузка» и очередной фильм, действие которого происходит во вселенной View Askewniverse. Главные роли в нём сыграют сам Смит и Джейсон Мьюз.

## Сюжет
Главные герои фильма — друзья Джей и Молчаливый Боб. Они становятся владельцами аптеки и однажды начинают ожесточённую борьбу с конкурентами, развязывая таким образом «войны магазинов».

## В ролях
- Кевин Смит — Молчаливый Боб
- Джейсон Мьюз — Джей

## Создание
Кевин Смит впервые рассказал о планах снять новый фильм про Джея и Молчаливого Боба в декабре 2023 года в подкасте Fatman Beyond. Тогда же он выразил надежду, что съёмки удастся начать в 2024 году. В июле 2024 года картина была официально проанонсирована. Съёмки начнутся сразу после выхода предыдущего фильма Смита, «Сеанс в 16:30», главные роли сыграют, как всегда, сам Смит и Джейсон Мьюз. Тогда же стало известно и полное название — «Джей и Молчаливый Боб: Магазинные войны».